# Broder Cadfael
Broder Cadfael är en fiktiv medeltida munk och detektiv i Edith Pargeters bokserie. Cadfael är en benediktinermunk och örtagårdsmästare i klostret i Shrewsbury i Shropshire i Storbritannien. Cadfaels fullständiga namn är Cadfael ap (son till) Meilyr ap Dafydd och han föddes cirka 1080 som son till en torpare (livegen) familj i Trefriw i Gwynedd i norra Wales.

## Historisk bakgrund
Böckerna utspelar sig mellan ca 1135 och 1145 under inbördeskriget mellan kung Stefan och kejsarinnan Maud. Böckerna refererar till flera historiska händelser. Till exempel är bisättningen av Sankta Winifrid till klostret i Shrewsbury ämnet för handlingen i boken Ett helgon till varje pris, och belägringen av Shrewsbury 1138 skildras i boken Ett lik för mycket.

## Cadfael och den allmänna världen
Cadfael blev munk i medelåldern efter att ha deltagit i det första korståget, först som soldat, senare även som sjöman. Som ett resultat av detta är han mer bekant med den allmänna världen jämfört med många av sina klosterbröder. Till detta kommer att hans personlighet ofta framstår som ganska modern i sin omvärldsuppfattning och etik, något som ofta gör att Cadfael kommer i konflikt med sina bröder då det rör sig om rättvisa och samvetsfrågor. Några exempel på detta är när han väljer att bryta mot sina överordnade (i Baneman i örtagård), när han inte låtsas om att ett ungt par har samlag i klosterkyrkan (i Gycklarens nådatid) och ger dödshjälp åt en döende man med mycket svåra smärtor (I TV-versionen av Rosenmysteriet).
Denna hans bakgrund gör honom till en värdig motpart till Hugh Beringar, vicesheriff i Shropshire. Gradvis lär sig Beringar, Heribert och Radulfus (de två sistnämnda abbotar i klostret) att Cadfael är en verklig resurs som detektiv, obducent och diplomat (som sändebud till det walesiska hovet) samt förtrogen.

## Olivier, Cadfaels son
Efter hand utvecklar Pargeter historien kring Oliver, Cadfaels son som han ovetande fick under sina korstågsdagar. Cadfael möter bara sin son vid ett fåtal, men mycket lyckliga tillfällen, då han gradvis inser den unge mannens ursprung.
Hans son, Olivier de Bretagne, är en idealbild av den sanne riddaren och ädlingen. Han är duktig i vapenföring, alltid rådig oavsett hur svårt det predikament är i vilket han befinner sig, samt generös och chevaleresk, till exempel då han riskerar sitt liv för att rädda en man som nyss hållit Olivier som fånge. Det är inte utan anledning som han omnämns som nära vän till Roland, den kanske störste hjälten i medeltida litteratur.  
Olivier kommer kanske närmast i Pargeters illustration av den fransk-normandiska kulturen, sannolikt eftersom Pargeter låter honom växa upp i denna kultur snarare än helt enligt sitt ursprung. Hans mor hette Marjam och var syrisk muslim och berättade aldrig i detalj vem Oliviers far var, men såg till att i barnet inpränta en beundran för sin far, en man som han skulle möta först som vuxen man.

## Korstågen
Korstågen utgör en viktig bakgrund i böckerna. Cadfaels egna minnen blandas med de historier som Pargeter låter såväl avresande som återvändande korstågsfarare berätta eller medverka till i flera böcker. Till detta kommer omständigheterna kring Cadfaels son. Alla dessa korstågsfarare framställs som fina män, duktiga soldater med mod och heder som alla ser korstågen som en rätt och riktig sak.

## Kärlekstemat
Cadfael har en tidigare fästmö från tiden innan han gav sig ut på korstågen. Denna kvinna, Richildis, återkommer i boken Baneman i örtagård. Han har också ett rent platoniskt förhållande med en nunna i ett systerkloster i samma orden. Genom Cadfaels mycket handfasta inblandning i hemförandet av Sankt Winifreds reliker till Shrewsbury (Den första boken i serien, Ett helgon till varje pris) låter Pargeter Cadfael få ett mycket speciellt förhållande till helgonet; inte bara talar han till henne på deras gemensamma tungomål walesiska utan han tänker också på henne som min flicka. 
En nästan i alla böcker genomgående företeelse är ett eller flera älskande par som oundvikligen får Cadfaels och läsarens sympati. Genom sitt sätt att lösa de mord som han ställs parallellt med att hjälpa det älskande paret att få varandra påminner han närmast om Shakespeares figur Broder Lawrence i Romeo och Julia som gör sitt yttersta för att hjälpa dem. Cadfael lyckas betydligt bättre i nästan alla fall, utom i de fall som en av de älskande visar sig vara den eftersökte mördaren. I en av böckerna visar det sig att Cadfael, trots att han är medveten om att en av de älskande är en mördare, hjälper dem till en lycklig återförening.
De älskande i Pargeters böcker om Cadfael möter många och stora svårigheter som i vissa fall verkar oöverstigliga. I de flesta fall rör det sig inte om att det skulle vara skillnad i parets sociala status, adel blir oftast förälskad i adel, en lärling blir förälskad i en hantverkardotter och i en bok får en ung vandrande gycklare en kökspiga till sin maka.

## Social kompetens
Cadfael är anmärkningsvärt kapabel vad gäller social kompetens och att komma överens med alla slags människor. Han är på hemmaplan med alla; med normander och saxare (en skillnad som vid den här tiden var oerhört viktig), mellan fria och ofria bönder, med rika och fattiga borgare och med medlemmar av både låg- och högadel. Man kan dra slutsatsen att detta har sitt ursprung från Cadfaels ungdom då han levde tillsammans med en muslimsk kvinna, samtidigt som han som sjöman besökte ett mycket stort antal medelhavsländer med många olika kulturer. Detta kan också förmodas bero på hans walesiska ursprung, eftersom Wales i de flesta av böckerna beskrivs som ett land med ett samhälle bestående av rivaliserande släkter snarare än en feodal uppbyggnad.
Cadfael har bra kontakt med andra walesare i staden, till exempel med färjkarlen Madog som har en viktig roll i flera böcker. Cadfael talar mer än gärna sitt eget tungomål och tar alla chanser att få återvända till Wales. Han är, även om han inte låter det synas eller höras, övertygad om att walesiska sätt att lösa en del frågor är bättre än de engelska metoderna, till exempel i frågan om arvsrätt, där Wales lagstiftning låter såväl äkta som oäkta barn ärva. På samma sätt kan man i Wales visa mildhet mot en mördare medan man i England utan att tveka verkställer dödsstraffet, även om det är aldrig så motvilligt beordrat av Cadfaels vän Hugh Beringar.
Anledningen till att Cadfael valt att gå i kloster i England skulle kunna vara att hans kringflackande liv bidragit till att han helt enkelt inte känner sig riktigt hemma ens i sin hemtrakt.

## Serierna om Broder Cadfael

### Noveller
- Publicerade i A Rare Benedictine (1988):
  - A Light on the Road to Woodstock (Utspelar sig hösten 1120)
  - The Price of Light (Utspelar sig julen 1135)
  - Eye Witness (Utspelar sig 1139)

### Romaner
Översatta till svenska
- A Morbid Taste for Bones (1977) [romanen utspelar sig 1137]
  - Ett helgon till varje pris (översättning Jan Gehlin, Bonnier, 1989)
- One Corpse Too Many (1979) [utspelar sig i augusti 1138]
  - Ett lik för mycket (översättning Jan Gehlin, Bonnier, 1990)
- Monk's Hood (1980) [utspelar sig i december 1138]
  - Baneman i örtagård (översättning Carl G. Liungman, Bra böcker, 1983)
- Saint Peter's Fair (1981) [utspelar sig i juli 1139]
  - Sankt Pers marknad (översättning Jan Gehlin, Bonnier, 1991)
- The Leper of Saint Giles (1981) [utspelar sig i oktober 1139]
  - Främlingen i Sankt Giles (översättning Lars Hansson, Bonnier, 1992)
- The Virgin in the Ice (1982) [utspelar sig i november 1139]
  - Mördande vinter (översättning Lars Hansson, Bonnier, 1993)
- The Sanctuary Sparrow (1983) [utspelar sig våren 1140]
  - Galgenfrist för en gycklare (översättning Brita Dahlman, Bra böcker, 1985). Ny uppl. Bonnier, 1996, med titeln Gycklarens nådatid
- The Devil's Novice (1983) [utspelar sig i september 1140]
  - Djävulens novis (översättning Lars Hansson, Bonnier, 1994)
- Dead Man's Ransom (1984) [utspelar sig i februari 1141]
  - Lösen för den döde (översättning Lars Hansson, Bonnier, 1995)
- The Pilgrim of Hate (1984) [utspelar sig i maj 1141]
  - Hatets pilgrim (översättning Karl G och Lilian Fredriksson, Bonnier, 1998)
- An Excellent Mystery (1985) [utspelar sig i augusti 1141]
  - Ett utsökt mysterium (översättning Karl G och Lilian Fredriksson, Bonnier, 1999)
- The Raven in the Foregate (1986) [utspelar sig i december 1141]
  - Korpen i klosterbyn (översättning Karl G och Lilian Fredriksson, Bonnier, 1997)
- The Rose Rent (1986)[utspelar sig i juni 1142]
  - Rosenmysteriet (översättning Karl G och Lilian Fredriksson, Bonnier, 2001)

Ej översatta till svenska
- The Hermit of Eyton Forest (1988) [utspelar sig i oktober 1142]
- The Confession of Brother Haluin (1988) [utspelar sig i december 1142]
- The Heretic's Apprentice (1990, utspelar sig i juni 1143)
- The Potter's Field (1990, utspelar sig i augusti 1143)
- The Summer of the Danes (1991, utspelar sig i april 1144)
- The Holy Thief (1992, utspelar sig i februari-mars 1145)
- Brother Cadfael's Penance (1994, utspelar sig i november 1145)

Många av böckerna är också utgivna som ljudböcker på engelska. Bland uppläsarna finns Sir Derek Jacobi, Patrick Tull och Johanna Ward.

### Radioteater (BBC Radio 4)
Med Glyn Houston som Cadfael
1. Ett helgon till varje pris
2. Ett lik för mycket

Producerade av Bert Coules och med Philip Madoc som Cadfael tillsammans med motspelarna Geoffrey Whitehead och Timothy Bateson.
1. Baneman i örtagård
2. Mördande vinter
3. Lösen för den döde

### TV
Producerade av Central Independent Television för ITV i tvåtimmarsavsnitt. Avsnitten spelades in i Ungern och som Cadfael ses Sir Derek Jacobi.
Säsong 1 (1994):
1. Ett lik för mycket (Avsnitt 1.01 - Bok 2)
2. Gycklarens nådatid (Avsnitt 1.02 - Bok 7)
3. Främlingen i Sankt Giles (Avsnitt 1.03 - Bok 5)
4. Baneman i örtagård (Avsnitt 1.04 - Bok 3)

Säsong 2 (1995-1996):
1. Mördande vinter (Avsnitt 2.01 - Bok 6)
2. Djävulens novis (Avsnitt 2.02 - Bok 8)
3. Ett helgon till varje pris (Avsnitt 2.03 - Bok 1)

Säsong 3 (1997):
1. Rosenmysteriet (Avsnitt 3.01 - Bok 13)
2. Sankt Pers marknad (Avsnitt 3.02 - Bok 4)
3. Korpen i klosterbyn (Avsnitt 3.03 - Bok 12)

Säsong 4 (1998):
1. The Holy Thief (Avsnitt 4.01 - Bok 19)
2. The Potter's Field (Avsnitt 4.02 - Bok 17)
3. Hatets pilgrim (Avsnitt 4.03 - Bok 10)

## Olikheter mellan böcker och filmer
13 av böckerna bearbetades till en TV-serie med Sir Derek Jacobi i huvudrollen, även om avsnittens inbördes ordning skiljer sig från böckernas. Avsnitten är ganska trogna böckerna och har anpassats för att minska på utgifter för antal medverkande, dramaturgi och specialeffekter. Ett avsnitt, The Pilgrim of Hate, har nästan ingen likhet alls med sin förlaga. I The Holy Thief görs en av huvudrollsinnehavarna till skurk medan hans litterära motsvarighet inte alls är det. I Ett helgon till varje pris ändras upplösningen så att Cadfael får en mer utpräglad talad roll.